# Евридика I
Вижте пояснителната страница за други личности с името Евридика.
Евридика I (на старогръцки: Eυρυδικη) e дъщеря на македонския политик и военачалник диадох Антипатър и съпруга на сатрапа и по-късния фараон на Египет Птолемей I Сотер.
Евридика има девет братя и сестри: Фила († 287 г. пр. Хр., съпруга на Деметрий I Полиоркет), Никея († пр. 302 г. пр. Хр., съпруга на
Лизимах), Йолай († 318 г. пр. Хр., убиецът на Александър Велики), Касандър († 297 г. пр. Хр., цар на Македония), Плейстарх († сл. 295 г. пр. Хр., военачалник), Филип († сл. 312 г. пр. Хр., баща на Антипатър II), Никанор († 317 г. пр. Хр., убит от Олимпия), Алексарх († сл. 295 г. пр. Хр., основател на Урануполи) и Трипарадеис.
След смъртта на Александър Македонски Антипатър е могъщ диадох и омъжва дъщеря си Евридика след конференцията в Triparadeisos в Сирия през 320 г. пр. Хр. за сатрапа на Египет Птолемей I.
Птолемей I e син на македонския благородник Лаг и Арсиноя, роднина на македонската царска фамилия. Той е владетел на Египет (323 г. пр. Хр.- 283 г. пр. Хр.), основател на Династията на Птолемеите и през 305 г. пр. Хр. приема титлата фараон. Той е бил женен преди това за Артакама и Таис.
Евридика и Птолемей I имат следните деца:
- Птолемей Керавън Филаделф, цар на Македония и Тракия
- Мелеагър, цар на Македония
- син с неизвестно име, убит от Птолемей I
- Лизандра, съпруга на Агатокъл, син на Лизимах
- Птолемаида, съпруга на Деметрий I Полиоркет, майка на Деметрий (крал на Кирена и баща на Антигон III Досон)

Към свитата на Евридика принадлежи и племенницата ѝ Береника, вдовица от Македония, която е от ок. 317 г. пр. Хр. любовница и след това като Береника I става третата съпруга на Птолемей I. Береника успява да изпъди Евридика от съпруга ѝ, също и нейният най-голям син Птолемей Керавън от наследството на трона.
Малко преди 287 г. пр. Хр. Евридика напуска Египет вероятно с най-големия си син. Присъства на сватбата на дъщеря си Ptolemais в Милет с диадох Деметрий I Полиоркет преди неговия последен поход.